# Irxleben
Irxleben è una frazione del comune tedesco dell'Hohe Börde, nel land della Sassonia-Anhalt. Vi ha sede il municipio del comune dell'Hohe Börde.
Fino al 31 dicembre 2009 ha costituito un comune autonomo.